# Everett Kinstler
Everett Raymond Kinstler (1926-2019) est un artiste américain, notamment connu comme portraitiste officiel des présidents Gerald Ford et Ronald Reagan. Dans les années 1940 et 1950, il a travaillé pour l'industrie du pulp et du comic book.
Kinstler s'inscrit dans la lignée des peintres portraitistes réalistes. Il réalisa notamment des illustrations pour The Saturday Evening Post. Petit à petit il utilise la palette du peintre John Singer Sargent. 
De nombreuses personnalités sont immortalisées par ce peintre, citons Tom Wolfe, Scott Carpenter, Alfred Drake,John Wayne,Katherine Hepburn,Gregory Peck,Paul Newman,Elizabeth Dole ou encore Ruth Simmons... 